# Nationale Wetgevende Vergadering (Zuid-Soedan)
De Nationale Wetgevende Vergadering (Engels: National Legislative Council; Arabisch: الجمعية التشريعية الوطنية الانتقالية, Al-Majlis al-Tachirii) is het lagerhuis van de Nationale Legislatuur van Zuid-Soedan en telt 400 leden.
De Nationale Wetgevende Vergadering ontstond in 2011 toen Zuid-Soedan een onafhankelijke staat werd. De voorganger van de Nationale Wetgevende Vergadering droeg de naam Zuid-Soedanese Wetgevende Vergadering (Southern Sudanese Legislative Assembly) en kwam in 2005 tot stand als wetgevende vergadering van het autonome Zuid-Soedan binnen de Federatieve Republiek Soedan. De Nationale Wetgevende Vergadering werd in 2011 ingericht op basis van de verkiezingsresultaten van 2010, toen de Soedanese Volksbevrijdingsbeweging (SPLM) bijna 93% van de stemmen kreeg. Daarnaast traden alle Zuid-Soedanese parlementariërs die voorheen lid waren van de Nationale Vergadering van Soedan (Khartoem) toe tot de Nationale Wetgevende Vergadering.
Na de beëindiging van de Zuid-Soedanese burgeroorlog in februari 2020 werd een nieuwe voorlopige Nationale Wetgevende Vergadering samengesteld als overgangsparlement. Deze bestaat uit 400 leden waarvan er 332 behoorden tot de oude Nationale Wetgevende Vergadering, 50 leden behoren tot de gewapende oppositie, 17 vertegenwoordigen andere partijen en groepen en 1 lid vertegenwoordigt de voormalige politieke gevangenen. Obuch Ojwok Akuo (SPLM) geeft leiding aan de Nationale Wetgevende Vergadering.
Het hogerhuis van het parlement draagt de naam Raad van Staten (Council of States).

## Zuid-Soedanese Wetgevende Vergadering
De Zuid-Soedanese Wetgevende Vergadering (Southern Sudanese Legislative Assembly) werd in 2005 ingesteld na een akkoord tussen de centrale regering in Khartoem, Soedan en de Zuid-Soedanese rebellen van de SPLM en fungeerde tot haar ontbinding in 2011 als parlement voor het autonome Zuid-Soedan binnen de Federale Republiek Soedan.

## Zetelverdeling (2010)
Verkiezingen voor de Zuid-Soedanese Wetgevende Vergadering vonden plaats tussen 11 en 15 april 2010. Na de onafhankelijkheid van Zuid-Soedan in 2011 traden alle 170 leden toe tot de Nationale Wetgevende Vergadering.

Zetelverdeling Zuid-Soedanese Wetgevende Vergadering